# Калинівка (Талалаївська сільська громада)
Кали́нівка (МФА: [kɐˈɫɪɲiu̯kɐ] ( прослухати)) — село в Україні, у Талалаївській сільській громаді Ніжинського району Чернігівської області. Населення становить 52 осіб. До 2019 орган місцевого самоврядування — Великодорізька сільська рада.

## Історія
На карті РСЧА 1941 року позначене (помилково?) як х.Козача Фомівка.
06 грудня 2023 року в селі Велика Дорога відбулося урочисте відкриття пам’ятного знаку на честь уродженця села Калинівка Станіслава Перевери.

## Населення

### Мова
Розподіл населення за рідною мовою за даними перепису 2001 року:
| Мова       | Кількість | Відсоток |
| ---------- | --------- | -------- |
| українська | 52        | 100%     |

## Відомі особистості
Перевера Станіслав (1974 —2022) —український військовик, учасник російсько-української війни.